# Desert Eagle
A Desert Eagle é uma pistola semiautomática, de ação simples, operada por gás, que utiliza vários calibres, sendo de destaque o .50 Action Express (.50AE), .44 Magnum, .357 Magnum e .22 Long Rifle (este último utilizado para fins recreativos e desportivos). Existe também uma versão mais compacta no calibre 9 mm. Outras pistolas fazem referências ao nome Eagle, mas a similaridade é apenas estética. As pistolas comercializadas como Baby Eagle não são miniaturas ou versões em calibres mais leves (a Desert Eagle tem aproximadamente 2,04 kg), apenas se trata de outro projeto do mesmo fabricante, a Magnum Research Inc.

## História
Iniciada e patenteada pela Magnum Research, foi refinada pela IMI (Israel Military Industries) agora IWI (Israel Weapon Industries) e hoje também é produzida por esta empresa.
Na cultura popular, a Desert Eagle faz inúmeras aparições. Nos videogames, títulos como Call of Duty: Modern Warfare 2, Call of Duty 4, Counter-Strike, Battlefield Play4Free, Devil May Cry, Far Cry 3, Battlefield 4, Grand Theft Auto: San Andreas, Grand Theft Auto IV, Resident Evil 2, Warface, Call Of Duty:Mobile, Tomb Raider 3, Fortnite,Free Fire, PUBG e entre outros.
A sua primeira aparição no cinema foi no filme "Comando para Matar" (Commando), de 1985, com Arnold Schwarzenegger no papel do coronel John Matrix. Tanto pelo tamanho quanto pelo ruído, é comumente reputada como a arma de mão mais imponente de todas as pistolas da atualidade. Aparece como melhor opção em jogos e filmes de ação.

## Características
A pistola Desert Eagle (Versão Mark XIX) é completa com canos intercambiáveis de diversos calibres, um portão e suprimentos adicionais para a desmontagem.
Apesar da sua reputação como uma potente arma de fogo, é uma arma inviável para o combate devido ao seu tamanho, calibre exagerado e som produzido (é, na verdade, proibida em algumas carreiras de tiro esportivo). Para além disso, mesmo para utilizadores experientes, provoca um enorme "coice".
Possui um grande (Stopping Power) ou em português (Poder de Parada) e é excecionalmente certeira para uma pistola. Ambos estes casos devem-se quase exclusivamente à natureza da munição usada que, em qualquer dos calibres, é uma munição pesada para uma pistola. A arma é mais utilizada como símbolo de status do que propriamente para atividades operacionais e/ou profissionais. A Desert Eagle possui carregadores de 05, 10 ou 15 tiros.[carece de fontes?]

## Usuários
- Polónia: GROM[5]
- Portugal: GOE[6]